# Coptotettix conspersus
Coptotettix conspersus är en insektsart som beskrevs av Hancock, J.L. 1915. Coptotettix conspersus ingår i släktet Coptotettix och familjen torngräshoppor. Inga underarter finns listade i Catalogue of Life.